# 카미노 오키나
가미노 오키나(일본어: 神野 オキナ, 1970년 ~ ) 은 오키나와현 출신의 일본의 소설가이다.

## 약력
1999년 〈가가미의 노래〉로 패미통 엔타메 대상 소설 부문에 입선한다.
오키나와 재주의 드문 라이트 노벨 작가이다. 이 사람 외에 지금까지 하야미 유지가 있었지만 도쿄에서 이주한 작가로 토종 작가로서는 유일하다.
데뷔 초기는 면밀한 총기나 무기 묘사에 더해 울적하고 절말적 상황에 처한 주인공들이, 스스로 소속하는 '세계' 그 자체과 싸우는 내용을 많이 쓰곤 하였지만, 소노라마 문고 《남국 전대 슐레이어》로 코미디를 쓰기 시작해, MF 문고 J를 통해 《놀러갈게!》를 연재해 과거 집필 스타일을 불식시켜 버린다. 현재 이 작품은 컴퓨터 게임, 만화, 애니메이션 화도 되는 등 호평을 얻고 있으며 현재도 연재중에 있다.